# Mayrinhac-Lentour

Mayrinhac-Lentour este o comună în departamentul Lot din sudul Franței. În 2009 avea o populație de 501 de locuitori.

## Evoluția populației
| An        | 1975 | 1982 | 1990 | 1999 | 2006 | 2009 |
| --------- | ---- | ---- | ---- | ---- | ---- | ---- |
| Populație | 404  | 405  | 437  | 439  | 466  | 501  |